# Miączyn (gmina)
Miączyn – gmina wiejska w województwie lubelskim, w powiecie zamojskim. W latach 1975–1998 gmina położona była w województwie zamojskim.
Siedziba gminy to Miączyn.
Według danych z 30 czerwca 2004 gminę zamieszkiwało 6308 osób. Natomiast według danych z 31 grudnia 2017 roku gminę zamieszkiwały 5874 osoby.
Według danych z 31 grudnia 2019 roku gminę zamieszkiwało 5726 osób.

## Ochrona przyrody
Na obszarze gminy znajduje się rezerwat przyrody Popówka chroniący kolonię susła perełkowanego oraz siedlisk rzadkich i chronionych gatunków ptaków i ssaków.

## Struktura powierzchni
Według danych z roku 2002 gmina Miączyn ma obszar 155,91 km², w tym:
- użytki rolne: 83%
- użytki leśne: 10%

Gmina stanowi 8,33% powierzchni powiatu.

## Demografia

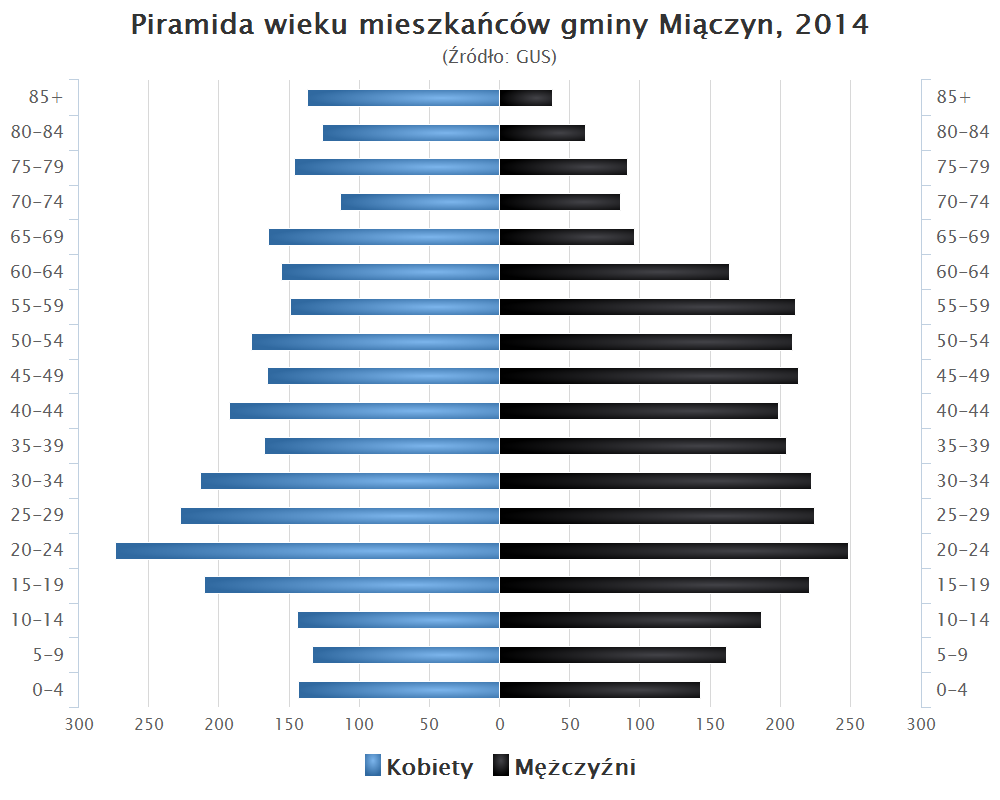
Piramida wieku mieszkańców gminy Miączyn w 2014 roku

Dane z 30 czerwca 2004:
| Opis                              | Ogółem | Ogółem | Kobiety | Kobiety | Mężczyźni | Mężczyźni |
| --------------------------------- | ------ | ------ | ------- | ------- | --------- | --------- |
| jednostka                         | osób   | %      | osób    | %       | osób      | %         |
| populacja                         | 6308   | 100    | 3236    | 51,3    | 3072      | 48,7      |
| gęstość zaludnienia (mieszk./km²) | 40,5   | 40,5   | 20,8    | 20,8    | 19,7      | 19,7      |

## Miejscowości
| Pełny wykaz miejscowości w administracji gminy Miączyn | Pełny wykaz miejscowości w administracji gminy Miączyn | Pełny wykaz miejscowości w administracji gminy Miączyn | Pełny wykaz miejscowości w administracji gminy Miączyn |
| nazwa główna                                           | rodzaj obiektu                                         | obiekt nadrzędny                                       | sołectwo                                               |
| ------------------------------------------------------ | ------------------------------------------------------ | ------------------------------------------------------ | ------------------------------------------------------ |
| Kolonia Ministrówka                                    | część kolonii                                          | Ministrówka                                            |                                                        |
| Popówka                                                | część wsi                                              | Świdniki                                               |                                                        |
| Prawda                                                 | część wsi                                              | Kotlice                                                |                                                        |
| Mielniki                                               | część wsi                                              | Kotlice                                                |                                                        |
| Michałówka                                             | część wsi                                              | Poddąbrowa                                             |                                                        |
| Chałupki                                               | część wsi                                              | Zawalów                                                |                                                        |
| Majdan Górny                                           | część wsi                                              | Niewirków-Kolonia                                      |                                                        |
| Majdan Dolny                                           | część wsi                                              | Niewirków-Kolonia                                      |                                                        |
| Lesiczyzna                                             | część wsi                                              | Kotlice                                                |                                                        |
| Białowody                                              | część wsi                                              | Poddąbrowa                                             |                                                        |
| Dębina                                                 | część wsi                                              | Żuków                                                  |                                                        |
| Gdeszyn-Kolonia                                        | kolonia                                                | Gdeszyn-Kolonia                                        | T                                                      |
| Zawalów-Kolonia                                        | kolonia                                                | Zawalów-Kolonia                                        | T                                                      |
| Frankamionka                                           | kolonia                                                | Frankamionka                                           | T                                                      |
| Horyszów-Kolonia                                       | kolonia                                                | Horyszów-Kolonia                                       | T                                                      |
| Ministrówka                                            | kolonia                                                | Ministrówka                                            | T                                                      |
| Miączyn-Kolonia                                        | kolonia                                                | Miączyn-Kolonia                                        | T                                                      |
| Koniuchy-Kolonia                                       | kolonia                                                | Koniuchy-Kolonia                                       | T                                                      |
| Podkotlice                                             | kolonia kolonii                                        | Zawalów-Kolonia                                        |                                                        |
| Lachmanówka                                            | kolonia kolonii                                        | Zawalów-Kolonia                                        |                                                        |
| Pniaki                                                 | kolonia wsi                                            | Gdeszyn                                                |                                                        |
| Zaokręgowa                                             | kolonia wsi                                            | Zawalów                                                |                                                        |
| Kolonia Żuków                                          | kolonia wsi                                            | Żuków                                                  |                                                        |
| Świdniki-Kolonia                                       | kolonia wsi                                            | Czartoria                                              |                                                        |
| Miączyn                                                | osada wsi                                              | Miączyn                                                |                                                        |
| Stacja                                                 | przysiółek wsi                                         | Koniuchy                                               |                                                        |
| Mała Czartoria                                         | przysiółek wsi                                         | Czartoria                                              |                                                        |
| Krzaki                                                 | przysiółek wsi                                         | Horyszów                                               |                                                        |
| Czartoria                                              | wieś                                                   |                                                        | T                                                      |
| Gdeszyn                                                | wieś                                                   |                                                        | T                                                      |
| Poddąbrowa                                             | wieś                                                   |                                                        | T                                                      |
| Kotlice-Kolonia                                        | wieś                                                   |                                                        | T                                                      |
| Żuków                                                  | wieś                                                   |                                                        | T                                                      |
| Miączyn                                                | wieś                                                   |                                                        | T                                                      |
| Zawalów                                                | wieś                                                   |                                                        | T                                                      |
| Niewirków-Kolonia                                      | wieś                                                   |                                                        | T                                                      |
| Horyszów                                               | wieś                                                   |                                                        | T                                                      |
| Świdniki                                               | wieś                                                   |                                                        | T                                                      |
| Kotlice                                                | wieś                                                   |                                                        | T                                                      |
| Koniuchy                                               | wieś                                                   |                                                        | T                                                      |
| Niewirków                                              | wieś                                                   |                                                        | T                                                      |
| Miączyn-Stacja                                         | wieś                                                   |                                                        | T                                                      |

## Sołectwa
Czartoria, Frankamionka, Gdeszyn, Gdeszyn-Kolonia, Horyszów, Horyszów-Kolonia, Koniuchy, Koniuchy-Kolonia, Kotlice, Kotlice-Kolonia, Miączyn, Miączyn-Kolonia, Miączyn-Stacja, Ministrówka, Niewirków, Niewirków-Kolonia, Poddąbrowa, Świdniki, Zawalów, Zawalów-Kolonia, Żuków.

## Sąsiednie gminy
Grabowiec, Komarów-Osada, Sitno, Trzeszczany, Tyszowce, Werbkowice